# 金融
金融（きんゆう）またはファイナンス（英: finance）とは、広義では「お金の流れ」という意味、狭義ではお金の余っているところからお金の足りないところへ「お金を融通すること」、一時的な過不足を調整するためのお金の貸し借りのことである。
経済と関連するが、経済はお金、資産、商品・サービスにおける生産、分配、消費の実践であり、同義ではない。
金融活動は様々な領域の金融システムで行われ、大きく個人、企業、公共における金融に分類することができる。

## 意義と区分
様々な経済主体が活動を行う際、常に資金が不足する者と資金が余剰する者とが生じる。金融は、その両者を結び、資金が必要とされるところへ配分させる機能をもち、これにより両者には金銭上の債権債務関係が生じる。
金融活動は、資金の「調達」・「配分」・「投資・融資」の3区分として捉えられている。

### 広義の金融
1国内の政府・企業・金融機関・非営利団体などの組織から個人に至るまで、あるいは国境を越えて異なる通貨単位間で為替を通じて国外の諸経済主体との間で、さまざまな経済主体が資金を調達し使用することによって生じる、経済の資金流通全体のことを指して「広義の金融」と呼ぶ。総称して「金融システム」と呼ばれることもある。また、空間上の資金の流れを指す「為替」に対する概念として、時間上の資金の流れを指して「金融」と称される場合もある。
いわゆる「広義の金融」ないし「金融システム」には、政府や自治体の財政、企業活動から個人の家計まで、1国内はもとより複数国の経済主体間において金融の一部として含まれるため、「金融は経済の動脈」「金融は経済の血液」などと称されるほど、経済の安定・発展に欠かせない重要なものと捉えられている。
このため、各国とも、金融に関する諸法律による裏付がなされたり、行政の金融部門（金融行政）による金融活動への管理・監督がなされるのが普通である。
多くの政府や行政機関は「広義の金融」ないし「金融システム」の安定化を目して、適宜金融政策を発動するのが普通だが、後述の金融ビッグバン以降には特に金融のグローバル化が進み、複数国が協調して金融政策を行うケースが少なからず見られるようになった。
また、現在ではこの「広義の金融」の規模・グローバル化は非常に大きくなっており、1国の財政危機による国債信用度低下あるいは1国の大手投資銀行の破綻などが世界中の金融情勢を悪化させ、遠い他国の中小企業が被融資資金を引き上げられたり個人金融にまで影響を及ぼすなどの例が見られるほどになっている。

### 狭義の金融（業としての金融）
事業として金融を行っている組織などの活動については狭義の金融とされるが、一般的に「金融」と言えば、この狭義の金融を指すことが多い。
業として金融を行っている、いわゆる金融業（きんゆうぎょう）には、銀行・保険・証券会社・投資銀行・リース・信販会社・貸金業などがあり、これらを総称として金融機関と呼ぶ。これらは、自身で業務を行うほか仲介・助言を行う業態も存在する。日本においては、業として金融を行う際には金融庁や都道府県知事など行政による認可および監督を受けねばならない。
金融機関（金融法人）は営利団体であるから、利益を目的として営業を行っている。資金を拠出した側の利益は金利、配当が代表的である。投資の形態としては、株式・不動産・企業価値のキャピタル・ゲインなどの利益がある。また、金融を仲介した者は、利ざやとして手数料などの役務益を得る。
金融機関にとっての借手の「資金不足」とは、単に経営状態が悪化したためではなく、投資活動の結果起きる資金需要を指すことがほとんどである。これは、融通された資金は何らかの形で貸し手へ利益をもたらすことが前提とされるためであり、利益を度外視した特別な救済を行う場合や、企業再生させて転売することによる利益を見込める場合を除いては、真に経済状態が悪化した経済主体に対して、純粋に新規に資金を融通する金融機関はない。

### 金融の区分

#### 形態による区分
形態（貸手と借手の関係）により、おおまかに2つに区分される。

##### 直接金融
貸手と借手が直接に出資契約を結び、資金を融通する形態のことを直接金融と呼ぶ。
- 直接金融の例
  - 株式の発行
  - 債券（国債・地方債・社債・私募債など）の発行
  - デリバティブの取引（金融派生商品の取引）
  - 金銭消費貸借契約の締結

##### 間接金融
貸手と借手の直接の出資契約がなく、間接的に貸手と借手の関係が発生する形態のことを間接金融と呼ぶ。
たとえば、銀行などに定期預金（金銭消費寄託契約）をする者は、その預金に対する利子収入を目的として預金しており、また保険に加入して保険料を支払う者は、その万一の時に保障を受ける対価として保険料を支払っている。しかし、定期預金が満期になるまでの間や、保険事故が発生するまでの間（「無事」に保険事故が発生しない人も多い）までには相当な時間差があり、銀行や保険会社はこの間を利用して資金の運用（融資や投資など）行うため、その運用先の借手（貸付先や投資先）に対して、預金者や保険加入者は間接的に貸手として融通していることとなる。銀行と消費貸借を結びローンを組んだ者は、あくまで銀行から融資を受けたという実感が強いが、その資金の裏付けは、あくまで預金者から金銭消費寄託契約に基づいて集められた預金であり、銀行ローンを組んだ者は、間接的に預金者から融通してもらっていることとなる。
- 間接金融の例
  - 銀行借入

#### 調達手段による区分
資金の調達手段によって、以下のように分類される。
- 自己資本
  - 出資(株式など)
- 他人資本
  - 融資(銀行借入など)
  - 債券

## 領域

### 個人金融
家計にまつわる金融について論じる領域で以下のようなものがあげられる。日本では預金と保険によることが多かったが、近年、「貯蓄から投資へ」との小泉純一郎の方針やフィナンシャル・プランナーの資格取得者が広まり、実践分野での議論や活動が活発化している。
- 将来のライフプランでいつ、どの程度の資金が必要で、必要資金をどのように調達するか
- その資金は貯金によるべきなのか、借り入れによるべきなのか
- ライフプランニング上、個人が安全資産として保有すべき資産の量はどの程度か、保険の適正購入レベルはどの程度か
- 家計における遺産相続のあるべき金額とはどの程度か
- 課税が家計の金融行動にどのような影響を及ぼすのか
- 信用収縮が家計の資産形成や運用に与える影響
- 不透明な将来の経済環境における資産形成の方法

個人の金融行動は教育投資、不動産や自動車など高額な生活必需品の購入、保険商品の購入、証券投資、退職後の生活資金のための資産形成などである。なお、金融行動には結果としての借入金の返済が含まれる。

### 企業金融
企業金融は、企業が経済活動を行う上で必要となる資金をまかなう金融について論じる領域である。大企業だけではなく、CDOなどを通じた中小企業の金融についても論じられる。一般的にリスクの最小化とリターンの最大化を定量的に明示しつつ行うものである。

#### 資本調達

##### 資本調達の手法
- 超長期資本調達（最終弁済まで7年超）
  - 証券化
  - 匿名組合出資
  - ベンチャーキャピタル
  - 私募債(en:Debenture)
  - セールス＆リースバック
  - プロジェクト・ファイナンス
- 中長期資本調達（最終弁済まで2年超7年以下）
  - タームローン
  - ファイナンスリース
  - ハイヤーパーチェス（en:Hire purchase）
  - オペレーティングリース
- 短期資本調達（最終弁済まで2年以下）
  - 当座貸越
  - 信用取引
  - 割賦
  - ファクタリング

###### 資本市場からの調達
- 長期資本調達
  - 株式
  - 新株予約権付社債

###### 金融市場からの調達
- 金融市場からの短期資金調達
  - オープンアカウントクレジット
  - 当座貸越
  - ショートタームローン
  - コマーシャルペーパー（CP）
  - 売掛債権等の証券化

##### 借入資本による調達
- 負債による調達（主として社債）
  - 償還社債
  - 永久債
  - コマーシャルペーパー
  - ハードコア債（高利の無期限コーラブルCP）

##### 株主資本による調達
- 株主からの調達（純資産の部が増加する取引）
  - 優先株
  - ハイブリッド債
  - 子会社業績連動株（ソニーがかつて発行）
  - 種類株

##### 借入資本と株主資本の違い
- 借入資本
  - リターンについて会社の業績変動の影響を受けない
  - 経営参加権がない
  - 会社倒産時に優先して弁済を受けられる
- 株主資本
  - リターンについて会社の業績変動の影響を受ける
  - 経営参加権がある
  - 会社倒産時には最後に弁済を受ける

##### その他
- クラウドファンディング

#### 短期金融資産の管理と運用

##### 与信（売掛債権）
与信とは取引先や顧客に対して、財やサービスを提供する際に即時決済せず後日まとめて支払いを受けることを認めることを言う。

###### 与信取引のメリット
- より多くの取引先、顧客を獲得できる
- 後払いを認めることにより、多少高値でも取引が成立する
- 取引先、顧客に繰り返し利用してもらえることでのれんが発生する
- 取引先や顧客が先に財やサービスを取得でき、後日に支払いができるメリットを享受できる
- 農家でたとえると、種籾や農機具を先に購入して支払いを収穫後に行うようなことができる
- 農産品、工業製品の流通及びサービスを促進する
- 延払いは宣伝ツールとして利用が可能
- 売上高を増加させるように働く

###### 与信取引のデメリット
- 売掛債権の貸倒リスク
- 高額の金利手数料を負担させる可能性
- 消費者の支払能力を超えて購入させるリスク
- 必要運転資本が多くなる
- 自社の倒産リスクの増加

###### 与信の形式
- 販売当事者による与信
  - 通常の与信販売
  - 割賦販売
  - 為替手形の利用
  - クレジットカードの利用
- 契約当事者の与信
- 小口債権の証券化、ファクタリング

###### 与信に影響を及ぼす要素
- 企業の業態、業容
- 財政状態
- 製品の耐久性
- 生産から出荷までのリードタイム
- 業界の競合と主要な競争相手の信用状態
- 国の経済情勢
- 金融機関との関係
- 売上割引制度
- 債務者の業種と財政状態

###### 与信の回収
- 延滞をチェックする
- 顧客リスト、得意先元帳の名寄せをする
- 通常のレシートに延滞についての注意書を添付する
- 請求書を送付する
- 一度の請求で入金がない場合、数回、請求を繰り返す
- 訴訟の可能性について警告する

###### 有効な与信管理のメリット
- 売上高を増加させる
- 債権の貸倒を減少させる
- 利益を増加させる
- 筋の良い顧客を増加させる

###### 取引信用度の情報筋
- 信用取引上の照会先
- 銀行信用照会先
- クレジット代理店
- 地元商工会議所
- 雇用先（個人の場合）
- 信用状発行依頼書

###### 与信業務を行う部署の役割
- 訴訟事務
- 決算書の作成に必要な債権残高の報告や貸倒引当金の見積もり等の手続き
- 与信設定のための方針と手続きの周知徹底
- 個別の与信限度額の設定
- 得意先元帳を管理し請求書を確実に送付する
- 綿密な調査を掛売先に対して行う
- すべての取引記録の管理
- 売掛金の入金を確実にチェックする
- 与信管理情報や改善情報を適時にマネジメントに報告する

## 歴史

### 金融ビッグバン
1980年代、イギリスではサッチャーにより、ビッグバンと呼ばれる大規模な規制緩和が行われた。これにより、シティ・オブ・ロンドンには外資系金融機関が進出。イギリスの金融機関は厳しい競争に見舞われることとなった。買収・合併によりイギリスの金融機関はきわめて少数となり、シティは外国勢による取引所と化した（ウィンブルドン現象）。
日本では、1996年に橋本龍太郎首相の指示により、日本の金融市場を2001年までにニューヨーク、ロンドンとならぶ国際金融市場として再生させるための金融システム改革が行われた。これを、日本版金融ビッグバンと呼び、フリー、フェア、グローバルの3原則が採用された。
この改革により、日本の金融市場は急速にオープンで競争的になり、いまや証券仲介手数料などは世界で最も低コストのクラスになっている。

## 金融経済学
金融を研究対象とする経済学の分野を金融経済学と言う。資金(貨幣)の概念、時間の概念、リスクの考え方やそれらの相互関係を解明するものである。資産価格理論とコーポレート・ファイナンスが金融経済学の2大領域とされる。
金融経済学は、経済学、数学、工学にまたがる学際分野としても位置づけることもできる。数理的側面の強いものは数理ファイナンスと呼ばれ、工学的側面の強いものは金融工学と呼ばれる。